# Skovellidtjärnen
Skovellidtjärnen är en sjö i Lycksele kommun i Lappland och ingår i Umeälvens huvudavrinningsområde. Sjön har en area på 0,0825 kvadratkilometer och ligger 319,5 meter över havet.

## Delavrinningsområde
Skovellidtjärnen ingår i det delavrinningsområde (717226-162325) som SMHI kallar för Inloppet i Skovelträsket. Medelhöjden är 350 meter över havet och ytan är 14,61 kvadratkilometer. Det finns inga avrinningsområden uppströms utan avrinningsområdet är högsta punkten. Älgträskbäcken som avvattnar avrinningsområdet har biflödesordning 3, vilket innebär att vattnet flödar genom totalt 3 vattendrag innan det når havet efter 159 kilometer. Avrinningsområdet består mestadels av skog (85 procent). Avrinningsområdet har 0,88 kvadratkilometer vattenytor vilket ger det en sjöprocent på 6 procent.